# Rukopis Národního muzea
Rukopis XIV. D 12 Národního muzea (označení XIV. D 12) je rukopis z poloviny 11. století uložený v Knihovně Národního muzea v Praze. 

## Obsah
Obsahuje příklad notačně-teoreticky i paleograficky vyspělé formy české neumové notace (předchůdce moderní symbolické hudební notace) a zároveň je zdrojem důkazů o stavu původního českého notopisu své doby. Vychází z jacentního typu notace. Ta je později ještě rozvedena v sedleckém antifonáři, který společně se svatovítským tropářem představují zdroj informací o základních stadiích české chorální notace.
Rukopis Národního muzea je nejstarší českou památkou psaný českou neumovou notací. Předlohou rukopisu byla notace irsko-anglosaská a je jisté, že rukopis je dílem hudebníka, který notačnímu systému velmi dobře rozuměl. Jedná se o velmi precizní a vyspělou techniku, která kromě irsko-anglického základu využívá také prvků ostatních notačních vlivů tehdejší doby (metská notace, francouzská notace, německá notace, svatohavelská notace a počátky notace italské), nejde však o mechanické převzetí předešlých technik, nýbrž o nové svébytné a unikátní nazírání, z něhož se později vyvinuly navazující notační principy a grafické tvary pozdější české notace.